# Фронт національно-революційної дії
Фронт націонал-революційної дії (ФНРД; рос. Фронт национал-революционного действия; ФНРД; Фронт национал-революционного действия, ФНРД) — молодіжна націонал-патріотична організація, що існувала в Росії наприкінці 20 століття. До кінця 1992 року називалася Союзом російської молоді (СРМ).

## Історія створення
Попередник ФНРД, Союз російської молоді, був утворений 11 листопада 1991 року. Офіційно ця дата є днем народження Федора Достоєвського, однак, за словами членів СРМ, день був обраний через близькість до дати гітлерівського пивного путчу — 9 листопада. Лідер: Ілля Лазаренко, ідеолог Олексій Широпаєв. Спочатку «Союз російської молоді» був класичною російською національно-патріотичною організацією того часу: У лавах СРМ проповідувався православний фундаменталізм, антисемітизм, монархізм, прославлялася дореволюційна Росія і білогвардійці. Але вже в цей час СРМ виділявся своїм радикалізмом — члени СРМ називали себе «монархо-фашистами» і критикували білогвардійців за відсутність погромів, чорносотенний світогляд.
Союз російської молоді не мав офіційної реєстрації, хоча спроби зареєструвати організацію робилися. Соціальною базою організації були студенти і школярі; членом СРМ міг стати будь-який російський молодий чоловік не старше 25 років.
Протягом короткого періоду СРМ вважався молодіжним відділенням Союзу Християнського Відродження (ХВ), який очолювали Володимир Осипов і В'ячеслав Дьомін, а також тісно співпрацював з Російською асамблеєю, яку очолював таксист Ігор Щеглов, і підмосковними козацькими організаціями.
СРМ не організовувала власних акцій (принаймні офіційно), але брала активну участь у всіх заходах консервативного характеру. В основному це були з'їзди, мітинги, молебні, ходи, що проводилися Союзом ХВ і товариством «Пам'ять», а також масові заходи, організовані КПРС (наприклад, мітинг за збереження СРСР 23 лютого 1991 року на Манежній площі в Москві).
Вже у 1992 році відбувається відмежування від традиційних православно-монархічних організацій: СРМ оголошує себе правонаступницею Всеросійської фашистської партії та Всеросійської націонал-революційної робітничо-селянської партії фашистів, які діяли у 30-40-х роках серед російської еміграції. Змінюється і назва організації — тепер вона називається Союз російської молоді — Національно-революційна дія (СРМ-НРД), а з січня 1993 року — Фронт національно-революційної дії (ФНРД).
«У січні в Москві утворився Фронт національно-революційної дії — молодіжна російська праворадикальна організація, що передбачає співпрацю із зарубіжними національно-революційними рухами, які відстоюють інтереси білих народів. ФНРД має свій друкований орган — газету „Наш марш“. Орієнтована на створення російської нової консервативної ідеології, що втілює православні, національні та соціальні ідеали».

## Ідеологія та пропаганда
Еволюцію назви, а разом з нею й ідеології, можна чітко простежити в підшивці газети «Наш Марш», що видається організацією з жовтня 1992 року накладом до 40 тисяч примірників. Тут вперше на сторінках російськомовних ЗМІ з'являються позитивні матеріали про скінхедів. У програмних статтях «Третья Русь» Іллі Лазаренка та «Национальная революция» Олексія Широпаєва автори відхрещуються від традиційних російських націоналістів (від НПФ «Память» та подібних організацій) і проголошують себе «новими правими». Перехід від архаїчної ідеології до радикальної концепції національної революції на тлі провалу ліберально-ринкових реформ в Росії на початку 1990-х років привертає до організації нові кадри. Фронт поповнює свої ряди не тільки колишніми членами союзних і однодумців (РНЕ, «Легіон перевертнів», журнал «Наш современник» тощо), але й радикалами з абсолютно протилежного політичного табору. До складу організації увійшли люди з Демократичного союзу, Союзу «Живе кільце», "Трудової Росії.
«Претендуючи на роль виразника так званого. „інтелектуального фашизму“, FNRD намагалася розробити теоретичні засади сучасного праворадикального руху, а газета „Фронт“ також приділяла багато уваги історії європейського „третього шляху“ та російського фашистського руху в еміграції. Своїми ідеологічними постулатами лідери ФНРР сформулювали так звані „20 пунктів“ (див.: газета „Наш марш“. 1993. № 4 (6)) — короткий катехізис російського фашизму, куди увійшли їхні погляди на расові та державні проблеми, внутрішній устрій „майбутньої Росії“ тощо». ФНРД закликає «національно орієнтовану молодь організовуватися для боротьби проти єврейської агітації, проти окупаційного режиму». Метою ФНРР є створення «Великої націонал-соціалістичної Російської імперії» шляхом російської національної революції. Лідери ФНРР критикують італійський фашизм (за «непослідовну расову політику») і німецький нацизм (за збереження капіталістичної системи), називаючи їх ідеологічною базою «тотальний радикалізм» і «націонал-соціалізм сталінсько-штрассерівського типу». Ілля Лазаренко формулює стратегічну програму ФНРР з реорганізації Росії:
- Державний устрій Третьої Росії базуватиметься на системі персональної відповідальності керівників, з абсолютною владою Вождя Нації.
- Когорта лідерів різного рівня становитиме Національну Еліту, яка стане спадковою.
- Решта населення буде членами профспілок і національних корпорацій, які покликані стати засобом управління «масою» в руках вождів.
- Ідеєю правителя Російської держави стане російська національно-революційна ідеологія та доктрина озброєної нації.
- Обов'язок людини перед предками і нащадками — зберігати чистоту своєї крові (доктрина расової переваги).
- Національно-пропорційний принцип представництва в усіх сферах суспільного життя
- Планова економіка. Транспорт, зв'язок, базові галузі промисловості, військово-промисловий комплекс і банки в руках держави.[7]

Менш амбітні плани викладені в популістських «Політичних принципах», опублікованих у травні 1993 року. Знову робиться спроба зареєструвати організацію, про що свідчить Статут Фронту національно-революційної дії від 4 серпня 1993 року — документ, явно підготовлений для офіційної реєстрації і приведений у відповідність до чинного на той час законодавства Російської Федерації.
Тоді ж (весна 1993 року) з'являється неофіційний додаток до газети «Наше болото» — самвидавна міні-газета «Листочка», яка в 1995 році буде перейменована в «Збройовий плутоній», а потім (1997—2000) — в «Хуліган»… Редакція цього екзотичного видання буде підкреслювати свою приналежність до ФНРР навіть після формального припинення діяльності організації. Крім того, ФНРР випустив кілька листівок: «Слава Росії!», присвячену діяльності голови РФП Костянтина Родзаєвського, «Ідеологія німецького націонал-соціалізму», «Лист до Папи Римського» Леона Дегреля та інші.

## Симболізм
Згідно зі Статутом Фронту національно-революційної дії:
5.5. Фронт має свою символіку — емблему (новгородський (кельтський) хрест) і прапор, а також гімн. 5.6. Нагрудний знак Фронту містить його емблему і видається при вступі до ФНРД. 5.7. Форма одягу членів Фронту затверджується Крайовим Проводом. 5.8. Для членів Фронту існує особлива форма звернення один до одного — «соратник» 5.9. Члени Фронту вітають один одного підняттям правої руки («римське вітання») і словами «Слава Росії!» або «Слава Перемозі!»
Прапор ФНРД:
"Прапор являв собою жовте полотнище, чорний хрест (подібний до хрестів на військово-морських прапорах Німецька імперія та Нацистська Німеччина Третього Рейху), у білому колі — кельтський хрест у новгородському варіанті".
Дизайн символіки ФНРР розробив Широпаєв, художник за освітою. Для московського (центрального) відділення ФНРО було виготовлено 5 прапорів, чотири з яких з різних причин були втрачені під час жовтневих подій 1993 року. Крім цих прапорів, ФНРР також використовував традиційні для російських націоналістів чорно-жовто-білі стяги.

## Акції, політичні об'єднання, закордонні контакти

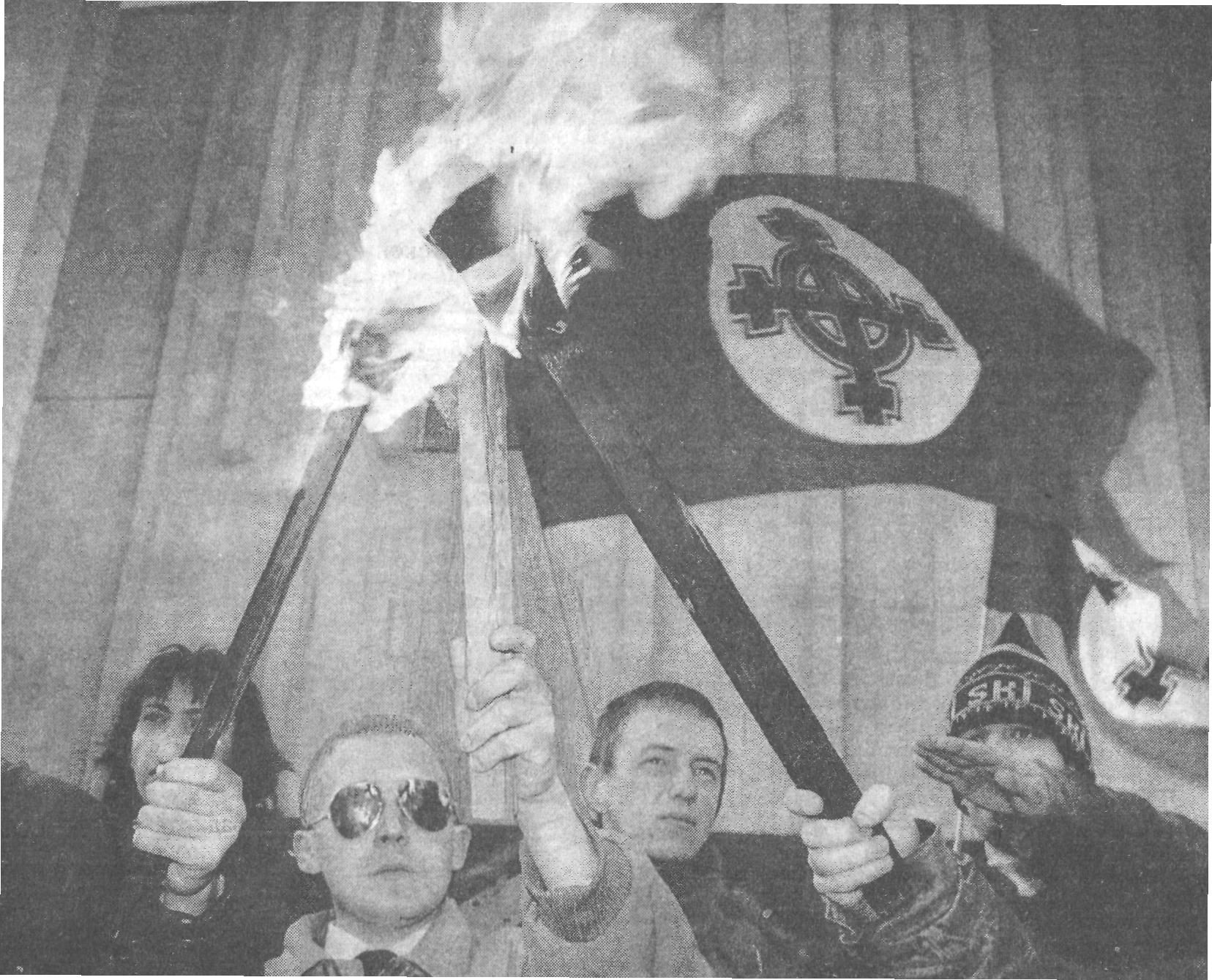
Прапори ФНРД-ПНФ на мітингу22 березня 1994 року біля посольства Південно-Африканської Республіки в Москві.

З моменту свого заснування FNRD був проголошений праворадикальною організацією, що передбачало співпрацю з іноземними організаціями такого типу. Першою такою організацією була НСДАП/АО (Закордонна організація НСДАП). Пізніше лідер NSDAP/AO Герхард Лаук опиниться в австрійській в'язниці. На опублікованих ЗМІ фотографіях видно, що стіну в тюремній камері Лаука прикрашали три газети: дві видані ним самим — англомовна New Order, німецькомовна NS Kampfruf, і третя — російська газета «Наш марш», яку видавав Ілля Лазаренко, з портретом Анастасія Вонсяцького на першій сторінці. Відомо також про листування ФНРР з американським ККК і контакти з західноєвропейськими, сербськими, болгарськими та іншими націоналістами. Однією з найгучніших акцій ФНРД стала акція 22 березня 1994 року біля посольства ПАР на захист білого населення цієї країни, проти демонтажу системи апартеїду. Іншою відомою акцією ФНРД-ПНФ є щорічна акція «Свободу Техасу», що проводиться в різних формах 14 лютого вже понад 12 років.
ФНРО шукав союзників і всередині Росії. Наприкінці 1992 року організація бере участь у роботі Фронту національного порятунку та в усіх акціях «Непримиренної опозиції». Найтісніша взаємодія відбувається між ФНРР і видавництвом «Арктогея», очолюваним Олександром Дугіним: у лютому 1993 року на вечорі журналу «Стихія» вони проголошують створення «Руху нових правих».
1 травня 1993 року Новий правий рух, ФНПР і Національна радикальна партія на чолі з Едуардом Лимоновим утворюють Націонал-більшовицький фронт, який візьме участь у марші «Непримиренної опозиції» 9 травня 1993 року. Однак далі спільної маніфестації справа не пішла. Відомо про факт участі членів НБФР у сутичках з ОМОНом на Гагарінській площі 1 травня 1993 року.

## ФНРД після 1993 року
Після розстрілу Білого дому і поразки опозиції проти ФНРО (як і проти багатьох інших організацій) послідували санкції з боку виконавчої влади: наказом міністра у справах преси та інформації Російської Федерації Шумейко № 199 від 14 жовтня 1993 року газета «Наш марш» була заборонена.
"Керуючись Указом Президента Російської Федерації № 1400 від 21.09.93, припинити діяльність газет «День», «Русское дело», «Русское воскресенье», «Русские ведомости», «Русский пульс», «Русский порядок», «За Русь! Наш марш», «Націоналіст», «Русское слово», «Московский трактир», «Русский союз», «К сокире», оскільки їх зміст прямо спрямований на заклики до насильницької зміни конституційного ладу, розпалювання міжнаціональної ворожнечі, пропаганду війни, що стало одним з факторів, які спровокували масові заворушення, що відбулися в Москві у вересні-жовтні 1993 року.
Друкарні та видавничі комплекси припинити випуск цих газет.
Однак, скориставшись амністією, оголошеною Державною Думою 23 лютого 1994 року, ФНРР продовжував видавати газету, але вже під назвою «Народна система». Згодом «Народний строй» також було закрито, а проти його редактора Іллі Лазаренка порушено кримінальну справу за фактом «розпалювання міжнаціональної ворожнечі». У зв'язку з оголошенням амністії, присвяченої 50-річчю перемоги у Великій Вітчизняній війні 1941—1945 років, він був амністований.

Новий варіант прапору

У 1994—1995 роках релігійні погляди І. Лазаренка різко еволюціонували, що викликало здивування більшості членів НРУ. У зв'язку з цим Лазаренко розпускає НРУ і формує абсолютно нову структуру — Партію національного фронту (ПНФ), а потім і нову релігійну організацію — Клан Наві («Священна церква білої раси»). Незважаючи на це, група Іллі Лазаренка в ЗМІ та довідниках ще довгий час продовжує називатися «Фронтом національно-революційної дії». Крім того, група соратників (переважно православних) продовжувала називати себе ФНРД.
Дещо змінюється і символіка: на останньому етапі свого існування ФНРР, як і нові організації, використовує червоні прапори з чорним новгородським хрестом у білому колі в центрі.
Незважаючи на релігійні розбіжності, про політичний розкол між цими групами не йшлося: обидві брали участь у семінарах «Майбутнє Росії» в МДУ в 1995 році, в об'єднавчому з'їзді російських радикальних організацій в 1998 році, у виборах до Державної Думи Російської Федерації за списками руху «За віру і Батьківщину» в 1999 році тощо.
У 1998 році, напередодні з'їзду Національного фронту, Ілля Лазаренко офіційно передав право на використання назви і символіки ФНДР Михайлу Моісеєву, члену КПМ-ФНДР з 1992 року. Відроджений таким чином Фронт національно-революційної дії взяв участь у роботі з'їзду як колективний член, представляючи православне крило руху. Останньою відомою акцією, організованою FNRD (спільно з PNF), був вечір пам'яті барона фон Унгерн-Штернберга в музеї Маяковського 18 вересня 1999 року.